# Klaviersonate Nr. 9 (Skrjabin)

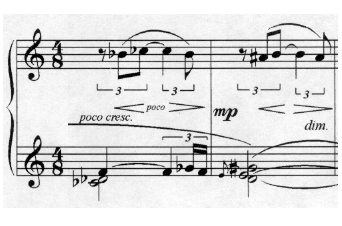
Takt 36/37 aus Alexander Skrjabins 9. Klaviersonate (Teil des Seitenthemas)

Die einsätzige 9. Klaviersonate op. 68 des russischen Komponisten und Pianisten Alexander Skrjabin (1872–1915) entstand von 1911 bis 1913 und wird häufig mit dem Beinamen „Schwarze Messe“ belegt.

## Entstehung
In den Jahren 1911 bis 1913, in denen die 5 letzten Klaviersonaten Skrjabins entstanden (also die Nummern 6 bis 10, sämtlich einsätzige Werke), beschäftigte sich dieser intensiv mit theosophischen Schriften und plante ein als „Mysterium“ bezeichnetes Gesamtkunstwerk, in dem Musik, Dichtung, Tanz, Licht, Farbe, Düfte und Architektur zusammenfließen und die Menschheit auf eine höhere Bewusstseinsebene führen sollten. Wie Skizzen zum „Mysterium“ belegen, waren die letzten Klaviersonaten des 1915 verstorbenen Komponisten auch als Vorstufe dazu gedacht.
Vorarbeiten zur 9. Klaviersonate begannen im Herbst 1911, der Abschluss der Komposition erfolgte aber erst im Sommer 1913. Im gleichen Jahr erschien sie im Moskauer Verlag Jurgenson. Skrjabin selbst spielte die Sonate erstmals öffentlich am 30. September 1913 in Moskau im dortigen Großen Saal der Adligenversammlung.

## Charakterisierung
Die einsätzige 9. Klaviersonate Skrjabins hat eine Spieldauer von etwa 8 bis 10 Minuten.
Der oft zu lesende Beiname „Schwarze Messe“ stammt – anders als die Bezeichnung „Weiße Messe“ für die 1911 entstandene 7. Klaviersonate – nicht vom Komponisten selbst, sondern von dem befreundeten Pianisten Alexej Podgajetski. Er bezieht sich auf die unheilvolle, die Sphäre des Bösen evozierende Stimmung, die von Skrjabin selbst intendiert ist, wie Äußerungen und auch direkte Vortragsbezeichnungen verdeutlichen. Nach Leonid Sabanejew äußerte Skrjabin: „In der neunten Sonate bin ich tiefer als jemals zuvor in Berührung mit dem Satanischen gekommen […].“
Das Werk trägt die Anfangstempobezeichnung „Moderato quasi Andante“ und weist die typischen Formteile der Sonatensatzform auf:
- Exposition (Takt 1 bis 68)
- Durchführung (Takt 69 bis 154)
- Reprise (Takt 155 bis 209)
- Coda (Takt 210 bis 216)

Am Beginn steht ein zweistimmiges Motiv mit chromatisch absteigender Oberstimme, das mit „légendaire“ überschrieben ist. Das zweite Motiv des Hauptthemas, „mystérieusement murmuré“ („geheimnisvoll murmelnd“), erscheint in Takt 7 und wurde von Skrjabin später als „Thema des heranschleichenden Todes“ bezeichnet. Beide Motive lassen sich auf alterierte Varianten des in Skrjabins Spätwerk häufig verwendeten Mystischen Akkords zurückführen. Das achttaktige Seitenthema (Takt 35 bis 42) trägt die Bezeichnung „avec une langueur naissante“ („mit aufkeimender Sehnsucht“). Dieses nimmt im Schlussteil der Sonate in transformierter Gestalt „Züge satanischer Bosheit an und peitscht die Musik am Ende durch einen martialischen Marsch“ (Takt 179: „Alla marcia“). Die Sphäre des Unheilvollen wird in der durch Temposteigerung geprägten Durchführung auch durch ungewöhnliche Vortragsbezeichnungen hervorgehoben, so in Takt 97: „avec une douceur de plus en plus caressante et empoissonée“ („mit immer zärtlicherer und vergifteterer Süße“). Die Reprise beschleunigt das Tempo weiter bis zur Schlusssteigerung ab Takt 199 „[…] wie ein Aufschrei, bei dem der Spuk jäh in wesenlosen Tiefen verschwindet“. Eine kurze Coda rundet das Werk durch Wiederholung der ersten, ruhigen Takte der Exposition ab.